# بوم‌چشم‌اندازسازی

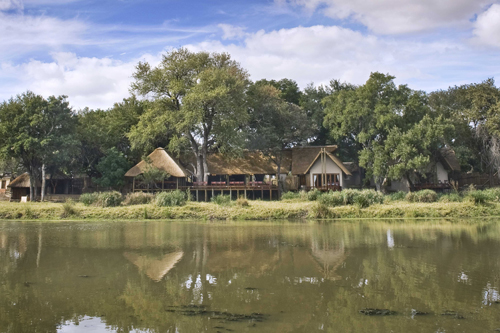
معماری چشم‌انداز بوم‌شناختی

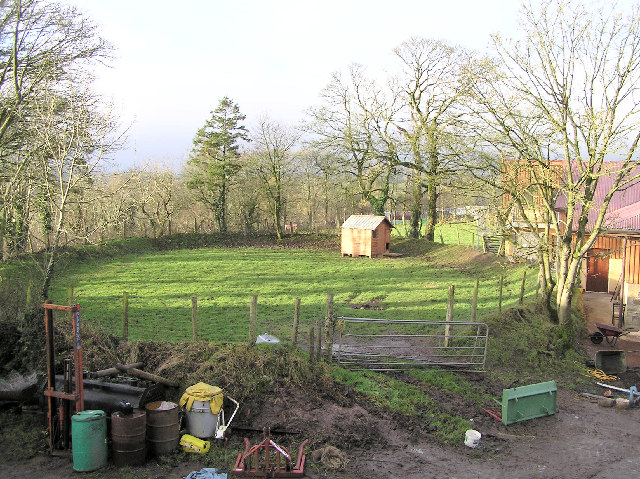
بوم‌چشم‌اندازسازی، موضوع برنامه‌ریزی معماری و استفاده مؤثر از منابع را یکپارچه می‌کند

بوم‌چشم‌اندازسازی (به انگلیسی: Ecoscaping) یک رشته برنامه‌ریزی فضایی است که معماری چشم‌انداز و علوم محیطی را برای ایجاد طرح‌ها یا ساخت و سازهای پایدار ادغام می‌کند.
رویکرد بوم‌چشم‌اندازسازی یک روش همه‌سونگر است و تلاش می‌کند به مواد، ریزمحیط‌ها و سازه‌های خاص از پیش موجود (حیاط خلوت، شهرها، محوطه‌های دانشگاه و دیگر) در مدیریت کاربری پایدار زمین با تعادل بوم‌شناختی احترام بگذارد.
اگرچه، بوم‌چشم‌اندازسازی به حل بسیاری از مسائل زیست‌محیطی کمک می‌کند، اما یک رویکرد مدرن نسبت به بوم‌چشم‌اندازسازی باید برای ایجاد آینده‌ای بهتر مفید باشد.